# Askersunds samrealskola
Askersunds samrealskola var en realskola i Askersund verksam från 1905 till 1967.

## Historia
Askersunds Uppfostringssällskap bildades 1 december 1812 på prins Oscars namnsdag, där man beslutade att bilda en fond för att driva ett goss- och ett flickläroverk. Flickläroverket började sin verksamhet i juli 1813, gossläroverket dröjde till maj 1815. Efter ansökan hos prins Oscar 1815 fick skolan namnet Prins Oscars goss- och flickläroverk. Gossläroverket blev 1861 treklassigt, 1895 fyrklassigt och 1896 femklassigt. 1905 ombildades det till en sexklassig samskola, varvid flickskolan som tidigare drivits som privatskola upphörde. 1905–1906 uppfördes en ny skolbyggnad som invigdes 6 oktober 1906. Sedan skolgången i folkskolan förlängts med två år blev skolan fyrklassig. SKolan benämns 1854 som Prins Oscars elementarskola och då med 39 elever, 1877 som Askersunds lägre elementarläroverk och från 1879 till 1906 som Askersunds lägre allmänna läroverk.
Denna ombildades från 1928 successivt till Askersunds samrealskola. 
Realexamen gavs från 1907 till 1967.